# Koprzywnica
Koprzywnicaⓘ (anteriormente também Pokrzywnica) é uma cidade no sudeste da Polônia. Pertence à voivodia de Santa Cruz, no condado de Sandomierz, às margens do rio Koprzywianka. É a sede da comuna urbano-rural de Koprzywnica. Nos anos 1975–1998, a cidade pertencia administrativamente à voivodia de Tarnobrzeg.
Historicamente, está localizada na Pequena Polônia, na Terra de Sandomierz. Era a cidade do mosteiro cisterciense de Kopprzywnica, na voivodia de Sandomierz no último quarto do século XVI.
Estende-se por uma área de 17,9 km², com 2 357 habitantes, segundo o censo de 31 de dezembro de 2024, com uma densidade populacional de 132 hab./km².
A Trilha Cisterciense, criada em 2010 como parte do programa Rotas Culturais Europeias, o ramal Tarnobrzeg do Caminho da Pequena Polônia, a  trilha turística vermelha de Gołoszyce a Piotrowice e a  ciclovia verde de Sandomierz a Ujazd atravessam a cidade.
Um lugar para a nobreza da voivodia de Sandomierz da Primeira República Polonesa se exibir.

## Toponímia
Mencionado em 1279 em um documento latino como “Copriuinica”. Na historiografia antiga, também aparece como Pokrzywnica (o nome Koprzywnica é tchequismo).

## História

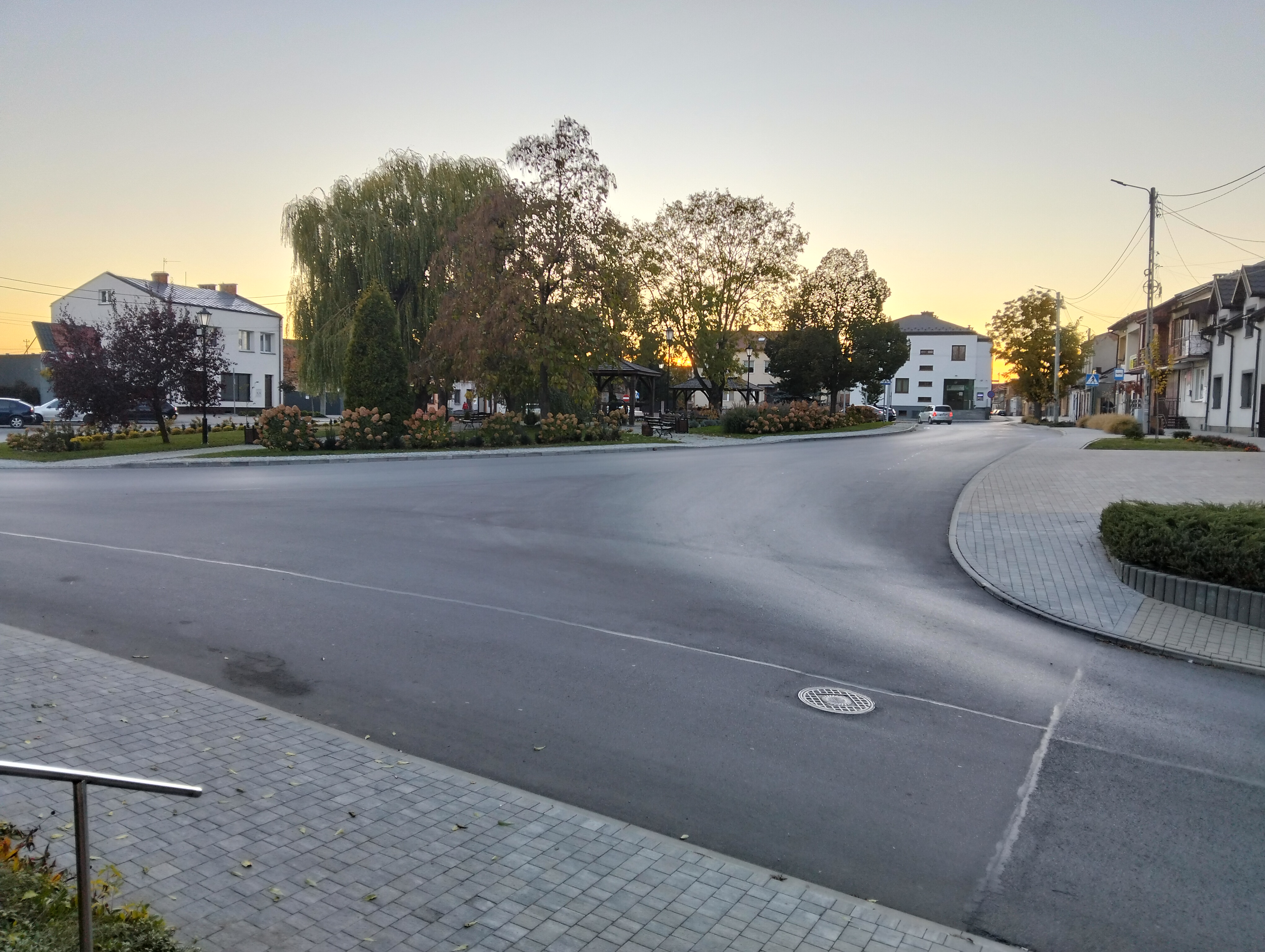
Praça principal

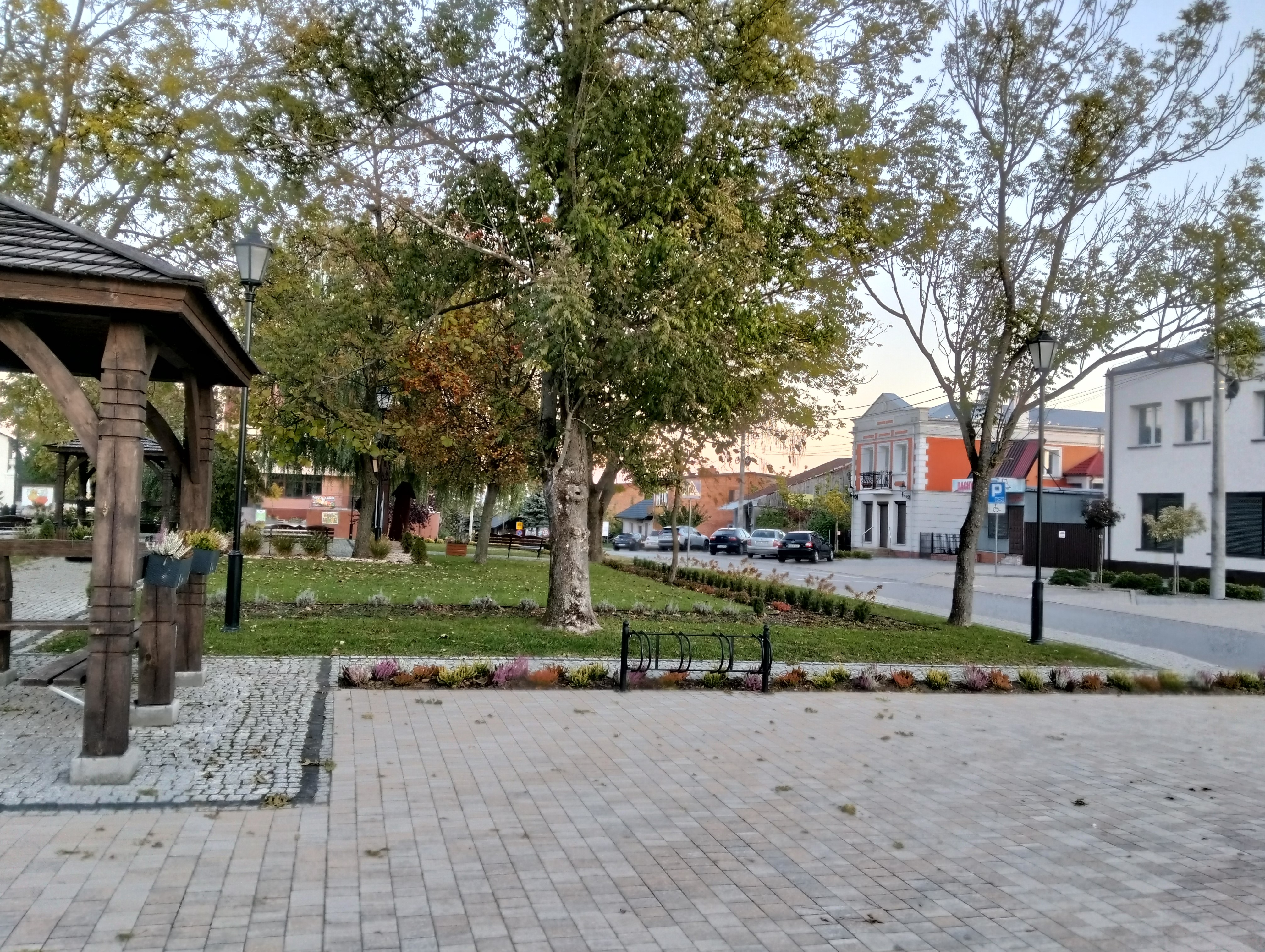
Parte central da praça principal

Próximo de Koprzywnica, havia um centro muito forte de adoração ao fogo nos tempos pré-cristãos. Um assentamento no rio Koprzywianka já existia no início do século XII. Em 1185, o duque Casimiro, o Justo, trouxe os monges cistercienses de Morimond, na Borgonha, para Koprzywnica. Essa abadia enviou seus ex-alunos para muitos mosteiros na Europa. Mikołaj Bogoria Skotnicki (1150–1238) — um cavaleiro, conde (benfeitor dos cistercienses) — doou Koprzywnica e vários vilarejos próximos, por exemplo, Krzcin e Gnieszowice, bem como a cidade de Wietrzno, perto de Krosno, e outras localidades, para a Ordem Cisterciense vinda da França em 1185. Eles também foram ajudados pelos bispos de Cracóvia, Gedko e Pełka.
Com um documento emitido pelo Duque Boleslau V, o Casto, em 8 de dezembro de 1268, o assentamento mercantil de Koprzywnica recebeu direitos de cidade segundo a Lei de Magdeburgo (seguindo o exemplo da cidade de Cracóvia). Graças aos cistercienses, a cidade floresceu. Nos séculos XV e XVII, ela foi classificada entre os centros de médio porte da Pequena Polônia. Em 1279, o bispo de Fermo, Filip de Casate, nos anos 1278–1282 legado papal na Hungria e na Polônia, em um documento em latim emitido em Buda, Hungria, confirmou ao abade do mosteiro cisterciense em Koprzywnica o direito de coletar dízimos, entre outros, da própria Koprzywnica, Wietrzno, Krzcin e Gnieszowice.
A menção escrita de Koprzywnica data de 1280 e está associada à vitória de Leszek, o Negro, em Koprzywnica, sobre o exército do duque ruteno Lew Halicki, após a qual Leszek, o Negro, atacou as terras fronteiriças, capturando, entre outras, Przeworsk.
Conforme a crônica de Jan de Czarnków, pouco antes de sua morte, Casimiro, o Grande, passou a noite no mosteiro cisterciense. Em 1606, uma rebelião da nobreza contra Sigismundo III Vasa, liderada por Mikołaj Zebrzydowski, ocorreu aqui.
Entre 1655 e 1660, Koprzywnica sofreu com o Dilúvio sueco. Katarzyna Bobola do brasão Leliwits — o proprietário dos domínios nessas partes — irmã de Stanislaw Bobola e parente de Santo André Bobola, casou-se com Gabriel Witowski em 16 de novembro de 1676 em Koprzywnica, outorgado pelo abade dos cistercienses de Koprzywnica — Jerzy Ossoliński, e realizou um grande casamento.
Após a dissolução da Ordem Cisterciense em 1820, Koprzywnica entrou em declínio e, em 1869, perdeu seus direitos municipais. Esses direitos foram restaurados em 1 de janeiro de 2001.
Em 1911, as relíquias de São Floriano foram trazidas para proteger, segundo os fiéis, essa cidade de incêndios e outros desastres.
Em 1921, 2 349 pessoas viviam aqui. Em 1929, uma conexão permanente de ônibus para Sandomierz estava em operação. Havia duas igrejas católicas (uma filial) e uma sinagoga. No prédio da sinagoga havia uma escola judaica de natureza religiosa “Jesode ha-Tora”, onde quatro professores ensinavam 80 crianças. Havia também uma escola judaica para meninas. Durante a ocupação alemã, um gueto judeu funcionou em Koprzywnica.
Em 12 de maio de 2009, Koprzywnica foi visitada pelo Presidente da República da Polônia, Lech Kaczyński. Foi a primeira visita de um chefe de Estado à cidade em quase 650 anos, desde a estada do rei Casimiro, o Grande.
Havia um cemitério judaico de 1,5 hectare na rua Leśna. Não se sabe exatamente quando ele foi criado. Durante a Segunda Guerra Mundial, ele foi devastado pelos nazistas. Apenas vestígios de túmulos sobreviveram.

## Estrutura da área
Segundo dados de 2001–2005, a cidade de Koprzywnica tem uma área de 17,9 km². Durante esse período, a porcentagem de terras agrícolas (de 80,5% em 2001 para 71,8% em 2005) e florestas (de 8,8% em 2001 para 8,7% em 2005, com um aumento de 8,9% em 2003) diminuiu em favor de um aumento de terras devolutas (de 10,7% em 2001 para 19,5% em 2005). Parte das terras agrícolas (incluindo as terras aráveis) e dos terrenos baldios foi usada para o desenvolvimento urbano, e áreas significativas de pastagens também foram usadas para esse fim. No entanto, a baixíssima rentabilidade/lucratividade da terra arável forçou os burgueses-agricultores a reservar e arborizar grandes áreas de suas casas; essa tendência não foi interrompida por subsídios diretos da União Europeia, já que uma proporção significativa deles voltou a plantar.

| I.   | TOTAL         | TOTAL                            | TOTAL                            | TOTAL                            | ha            | 1 790         | 1 790         | 1 790         | 1 790         | 1 790         |               |               |               |               |               |               |
| I.   | TOTAL         | TOTAL                            | TOTAL                            | TOTAL                            | %             | 100           | 100           | 100           | 100           | 100           |               |               |               |               |               |               |
| II.  | USO AGRÍCOLA  | USO AGRÍCOLA                     | USO AGRÍCOLA                     | USO AGRÍCOLA                     | USO AGRÍCOLA  | USO AGRÍCOLA  | USO AGRÍCOLA  | USO AGRÍCOLA  | USO AGRÍCOLA  | USO AGRÍCOLA  | USO AGRÍCOLA  | USO AGRÍCOLA  | USO AGRÍCOLA  | USO AGRÍCOLA  | USO AGRÍCOLA  | USO AGRÍCOLA  |
| II.  | 1.            | Área agrícola                    | Área agrícola                    | Área agrícola                    | ha            | 1441          | 1441          | 1434          | 1286          | 1286          |               |               |               |               |               |               |
| II.  | 1.            | Área agrícola                    | Área agrícola                    | Área agrícola                    | %             | 80,5          | 80,5          | 80,1          | 71,8          | 71,8          |               |               |               |               |               |               |
| II.  | 1.            | —                                | terra arável                     | terra arável                     | ha            | 957           | 957           | 828           | 728           | 728           |               |               |               |               |               |               |
| II.  | 1.            | —                                | terra arável                     | terra arável                     | %             | 66,4          | 66,4          | 57,7          | 56,6          | 56,6          |               |               |               |               |               |               |
| II.  | 1.            | —                                | hortas                           | hortas                           | ha            | 222           | 222           | 423           | 423           | 423           |               |               |               |               |               |               |
| II.  | 1.            | —                                | hortas                           | hortas                           | %             | 15,4          | 15,4          | 29,5          | 32,9          | 32,9          |               |               |               |               |               |               |
| II.  | 1.            | —                                | prados                           | prados                           | ha            | 258           | 258           | 158           | 128           | 128           |               |               |               |               |               |               |
| II.  | 1.            | —                                | prados                           | prados                           | %             | 17,9          | 17,9          | 11            | 10            | 10            |               |               |               |               |               |               |
| II.  | 1.            | —                                | pastagens                        | pastagens                        | ha            | 4             | 4             | 25            | 7             | 7             |               |               |               |               |               |               |
| II.  | 1.            | —                                | pastagens                        | pastagens                        | %             | 0,3           | 0,3           | 1,8           | 0,5           | 0,5           |               |               |               |               |               |               |
| II.  | FLORESTAS     | FLORESTAS                        | FLORESTAS                        | FLORESTAS                        | FLORESTAS     | FLORESTAS     | FLORESTAS     | FLORESTAS     | FLORESTAS     | FLORESTAS     | FLORESTAS     | FLORESTAS     | FLORESTAS     | FLORESTAS     | FLORESTAS     | FLORESTAS     |
| II.  | 1.            | Florestas e áreas florestais     | Florestas e áreas florestais     | Florestas e áreas florestais     | ha            | 158           | 158           | 160           | 155           | 155           |               |               |               |               |               |               |
| II.  | 1.            | Florestas e áreas florestais     | Florestas e áreas florestais     | Florestas e áreas florestais     | %             | 8,8           | 8,8           | 8,9           | 8,7           | 8,7           |               |               |               |               |               |               |
| III. | OUTRAS TERRAS | OUTRAS TERRAS                    | OUTRAS TERRAS                    | OUTRAS TERRAS                    | OUTRAS TERRAS | OUTRAS TERRAS | OUTRAS TERRAS | OUTRAS TERRAS | OUTRAS TERRAS | OUTRAS TERRAS | OUTRAS TERRAS | OUTRAS TERRAS | OUTRAS TERRAS | OUTRAS TERRAS | OUTRAS TERRAS | OUTRAS TERRAS |
| III. | 1.            | Outras terras e terrenos baldios | Outras terras e terrenos baldios | Outras terras e terrenos baldios | ha            | 191           | 191           | 196           | 349           | 349           |               |               |               |               |               |               |
| III. | 1.            | Outras terras e terrenos baldios | Outras terras e terrenos baldios | Outras terras e terrenos baldios | %             | 10,7          | 10,7          | 11            | 19,5          | 19,5          |               |               |               |               |               |               |

## Monumentos históricos

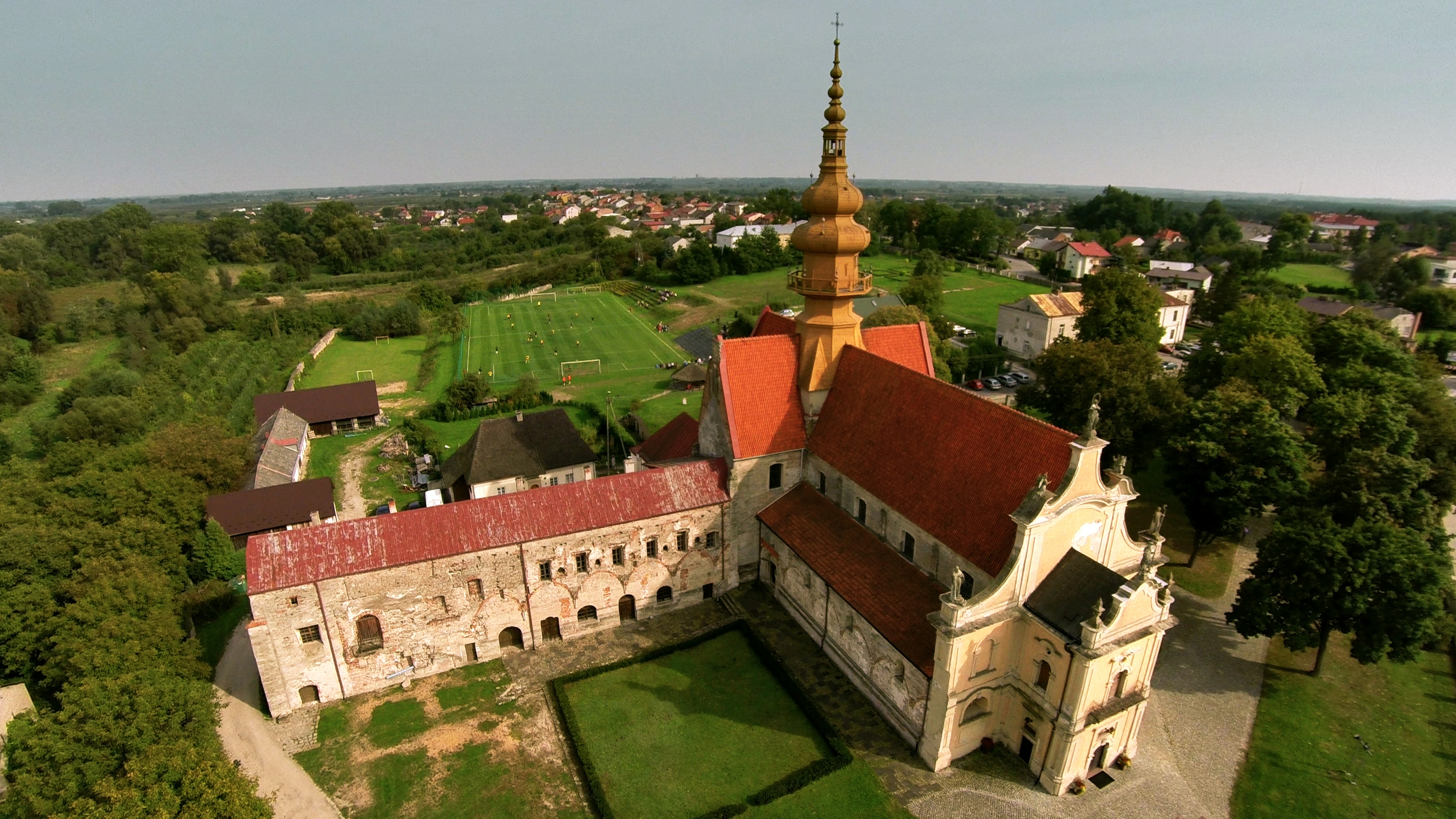
Igreja de São Floriano, pós-cisterciense

- Traçado urbano, inscrito no registro de monumentos imóveis[15]
- Igreja paroquial de Nossa Senhora do Rosário do final do século XVII,[16] reconstruída no século XIX[15]
- Complexo da abadia cisterciense:[17][15]
  - Igreja paroquial de São Floriano da primeira metade do século XIII,[18] reconstruída nos séculos XVI, XVII e XVIII e em 1920
  - Ala leste do mosteiro, da primeira metade do século XIII, reconstruída nos séculos XIV e XIX
  - Casa senhorial da abadia de 1620, reconstruída no século XVIII
  - Jardim e cercado
- Cemitério paroquial na rua Cmentarna[15]

### Monumentos destruídos
- Igreja de Todos os Santos
- Igreja de São Leonardo
- Igreja do Espírito Santo

## Transporte
- Estrada nacional n.º 79: Varsóvia — Sandomierz — Cracóvia — Katowice — Bytom
- Estrada provincial n.º 758: Iwaniska – Koprzywnica – Tarnobrzeg

## Esporte
Um clube de futebol, o “Koprzywianka Koprzywnica”, está ativo em Koprzywnica desde 1932 e atualmente (temporada 2024/25) joga na Classe A, grupo: Sandomierz, sendo a sétima classe mais importante da liga esportiva masculina de futebol na Polônia.
O maior sucesso da equipe foi na classe distrital.

## Demografia
Conforme os dados do Escritório Central de Estatística da Polônia (GUS) de 31 de dezembro de 2024, Koprzywnica é uma cidade muito pequena com uma população de 2 357 habitantes (28.º lugar na voivodia de Santa Cruz e 822.º na Polônia), tem uma área de 17,9 km² (10.º lugar na voivodia de Santa Cruz e 352.º lugar na Polônia) e uma densidade populacional de 132 hab./km² (39.º lugar na voivodia de Santa Cruz e 938.º lugar na Polônia). Entre 2002–2024, o número de habitantes diminuiu 8,5%.
Os habitantes de Koprzywnica constituem cerca de 3,30% da população do condado de Sandomierz, constituindo 0,20% da população da voivodia de Santa Cruz.
| Descrição                         | Total      | Total    | Mulheres   | Mulheres | Homens     | Homens   |
| --------------------------------- | ---------- | -------- | ---------- | -------- | ---------- | -------- |
| unidade                           | habitantes | %        | habitantes | %        | habitantes | %        |
| população                         | 2 357      | 100      | 1 203      | 51,0     | 1 154      | 49,0     |
| área                              | 17,9 km²   | 17,9 km² | 17,9 km²   | 17,9 km² | 17,9 km²   | 17,9 km² |
| densidade populacional (hab./km²) | 132        | 132      | 67,3       | 67,3     | 64,7       | 64,7     |